# بخش آرهسیفس
بخش آرهسیفس پارتیدو (به اسپانیایی: Partido de Arrecifes) یک منطقهٔ مسکونی در آرژانتین است که در استان بوئنوس آیرس واقع شده‌است. بخش آرهسیفس پارتیدو ۱٬۱۸۳ کیلومتر مربع مساحت و ۲۷٬۲۷۹ نفر جمعیت دارد.